# Foreign Policy
Foreign Policy ist eine anfangs vierteljährlich und seit 2000 alle zwei Monate erscheinende Zeitschrift in den Vereinigten Staaten. Sie thematisiert die Außenpolitik der Vereinigten Staaten sowie internationale Politik, Beziehungen und Wirtschaft.
Das Magazin wurde 1970 von Samuel P. Huntington und dem Bankier und Diplomaten Warren Demian Manshel gegründet. Neben Foreign Affairs zählt es zu den führenden und meinungsbildenden Publikationen in diesem Bereich. Veröffentlicht wird Foreign Policy von der Washington Post Company, die am 29. September 2008 das Carnegie Endowment for International Peace als Herausgeber ablöste. Die größte Außenwahrnehmung erfährt Foreign Policy vor allem durch den jährlich erstellten Globalisierungsindex und früher durch den Fragile States Index (bis 2013 Failed States Index). Die Auflage beträgt knapp 110.000 Exemplare.

## Internetpräsenz
Anfang 2006 erweiterte das Magazin seine Webpräsenz mit dem Blog Foreign Policy Passport. Seitdem sind mehrere Blogs hinzugekommen. Zu den Autoren gehören der Militärreporter und Pulitzer-Preisträger Tom Ricks, der Bestsellerautor Stephen M. Walt, Dov Zakheim, der frühere hochrangige Mitarbeiter des Verteidigungsministeriums der Vereinigten Staaten und Politikberater von George W. Bush, und Steve Biegun, der außenpolitische Berater von John McCain.